# 보비 삭스

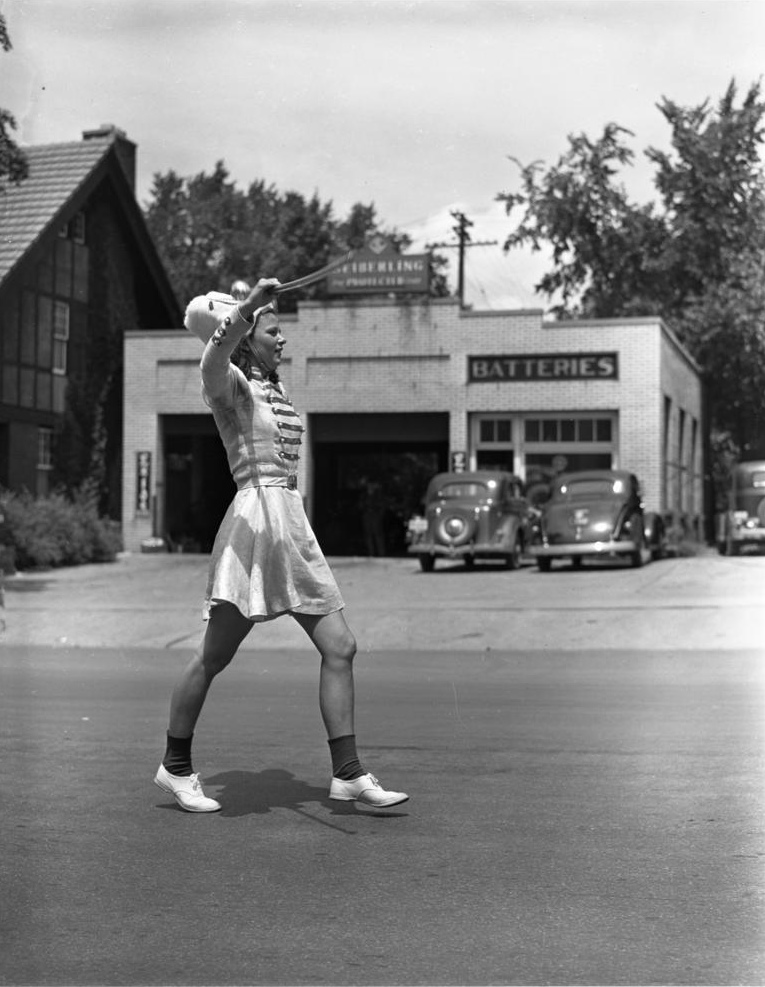
보비 삭스를 신은 고적대장. 1939년 7월 8일 미시간주 앤아버에서 찍은 사진.

보비 삭스(Bobby socks)는 여성들이 주로 신었던 양말의 한 종류로, 주로 흰색이며, 발목에서 한 번 접어 신는다.
보비 삭서(Bobby Soxer)라는 단어는 보비 삭스를 신는 사람에서 파생되었다.
처음에 1940년대에서 1950년대까지 미국에서 인기를 끌었으며, 이후 1980년대에 다시 유행을 탔었다.